# Чинчурино
Чинчурино (тат. Чинчурино) — село в Тетюшском районе Республики Татарстан России. Входит в состав Нармонского сельского поселения.

## География
Село находится в юго-западной части Татарстана, в зоне хвойно-широколиственных лесов, в пределах восточной окраины Приволжской возвышенности, на берегах реки Железянки, к северу от автодороги 16К-0622, на расстоянии примерно 8 километров (по прямой) к северо-западу от города Тетюши, административного центра района. Абсолютная высота — 102 метра над уровнем моря.

### Климат
Климат характеризуются как умеренно континентальный, с умеренно холодной продолжительной зимой и относительно жарким летом. Среднегодовая температура воздуха составляет 2,9 °С. Средняя температура воздуха самого холодного месяца (января) — −13,5 °C (абсолютный минимум — −36 °C); самого тёплого месяца (июля) — 19,4 °C (абсолютный максимум — 44 °C). Безморозный период длится 136 дней. Среднегодовое количество атмосферных осадков составляет 486 мм, из которых около 326 мм выпадает в период с апреля по октябрь.

### Часовой пояс
Село Чинчурино, как и весь Татарстан, находится в часовой зоне МСК (московское время). Смещение применяемого времени относительно UTC составляет +3:00.

## История
Известно с 1618—1619 годов. В различных дореволюционных источниках упоминается также как Дмитриевское или Тинчурино. До отмены крепостного права жители относились к категории удельных (до 1797 — дворцовых) крестьян. В начале XX века действовали православный храм во имя св. Дмитрия Солунского, старообрядческая молельня, земская школа, семь мелочных лавок, десять ветряных мельниц, три кузницы, две маслобойни, две крупообдирки, солодовня, две пивные и казённая винная лавка.

## Население
Население села Чинчурино в 2012 году составляло 289 человек.
| 1859 | 1908 | 1920 | 1926 | 1938 | 1949 | 1958 | 1970 | 1979 | 1989 | 2002 | 2012 |
| ---- | ---- | ---- | ---- | ---- | ---- | ---- | ---- | ---- | ---- | ---- | ---- |
| 1780 | 2711 | 2739 | 1895 | 1628 | 1143 | 1021 | 815  | 646  | 480  | 344  | 289  |

### Национальный состав
Согласно результатам переписи 2002 года, в национальной структуре населения русские составляли 93 %.